# Ludwig Brunow

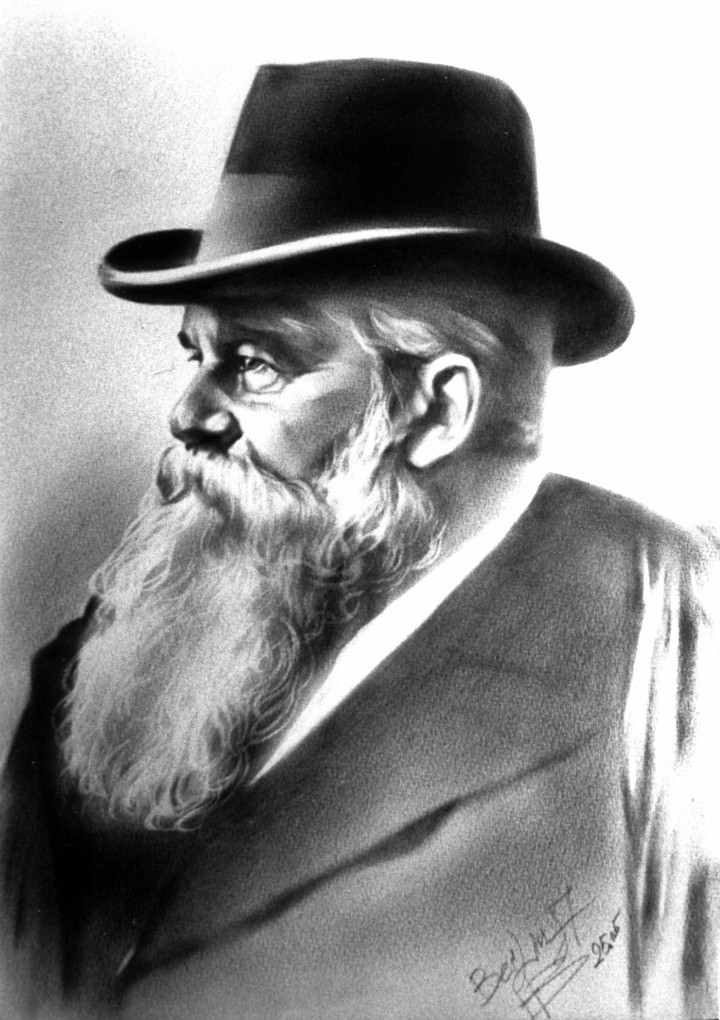

Ludwig Brunow (9 de julho de 1843 - 13 de janeiro de 1913) foi um escultor alemão.